# Franco Basaglia
Franco Basaglia (Venecia, 11 de marzo de 1924 - Ib., 29 de agosto de 1980) fue un psiquiatra italiano conocido por su denuncia pública de las condiciones deplorables e inhumanas de los manicomios. Se le cuenta entre los psiquiatras más influyentes del siglo XX en Italia, tras haber liderado un movimiento intelectual y político en salud mental y propugnar la paulatina clausura de hospitales psiquiátricos italianos desde 1978. Fue el promotor e iniciador de la Ley 180, promulgada en 1978, que prohíbe en Italia la internación de personas en contra de su voluntad y fundó el movimiento Psiquiatría Democrática (Psichiatria Democratica). Además, y aunque él mismo no usaba ese término, se le considera el máximo representante del movimiento antipsiquiátrico de su país.

## Biografía
Franco Basaglia fue el segundo de los tres hijos de una familia acomodada de Venecia. Creció en el barrio de San Polo, donde realizó sus estudios secundarios. Ingresó a la Facultad de Medicina de la Universidad de Padua en 1943 y durante su época estudiantil fue muy activo en el movimiento clandestino antifascista. Delatado por un compañero, fue arrestado en 1944 y, sin derecho al debido proceso, tuvo que permanecer en la cárcel hasta que finalizó la guerra, encierro que según él mismo relatara más tarde, influyó tempranamente en su postura sobre la ilegitimidad de la reclusión obligatoria y la privación de libertad como formas de tratamiento psiquiátrico.
Desde 1950 trabajó en la clínica psiquiátrica de la Universidad de Padua que dirigía el profesor Belloni y en 1952 obtuvo su título de especialización en «enfermedades nerviosas y mentales», denominación equivalente a la de psiquiatra. Al año siguiente contrajo matrimonio con Franca Ongaro, quien desde entonces se llamó Franca Basaglia, o Franca Ongaro Basaglia, y tuvieron dos hijos: Enrico y Alberta.
A partir de 1958 ejerció la docencia en esa misma universidad, pero solo por un breve período. Interrumpió su carrera académica en 1961 trasladándose a Gorizia, donde asumió la dirección del hospital psiquiátrico local. Al descubrir el tratamiento carcelario que recibían los pacientes internos y los dolorosos procedimientos de muy dudosa eficacia a los que eran sometidos, afianzó su compromiso con la democratización de la psiquiatría, la humanización de sus métodos y procedimientos. Los desarrollos de Maxwell Jones acerca de las comunidades terapéuticas tuvieron influencia en su concepción de la locura, que para Basaglia era una enfermedad resultante de la marginación económica.
La psiquiatría académica, sus progresivos avances teóricos en psicopatología e incluso la práctica en las clínicas universitarias en Italia se encontraban completamente divorciadas de la realidad de los manicomios, los asilos para alienados y otras instituciones de encierro similares. Además, estas instituciones generalmente estaban a cargo de médicos de menor prestigio y bajo nivel de especialización. En ese sentido, hay quien ha visto como un fracaso en la vida de Basaglia este giro brusco desde la docencia en Padua a su ejercicio profesional en el manicomio de Gorizia.
Al llegar a Gorizia pronunció un discurso, muy famoso, dirigido al personal del hospital:

«Una persona con una enfermedad mental entra en el manicomio como 'persona' para convertirse allí en una "cosa". El paciente, en primer lugar, es una 'persona' y como tales deben ser considerados y atendidos (...) Y nosotros estamos aquí para olvidarnos de que somos psiquiatras y para recordar que somos personas»
Franco Basaglia, 1961

Más tarde se trasladó a Trieste, también como director del hospital y realizó allí muchas reformas. Estableció talleres creativos, actividades artísticas, cooperativas de pacientes para la venta de productos de manufactura propia, pero también organizó trabajos de aseo, manutención o asistencia a otros dentro del hospital, remunerados, para facilitarles a los internos el acceso digno a sus propios recursos financieros. Instaló un sistema de hospital abierto, donde por primera vez los pacientes podían salir del manicomio a la calle, a actividades al aire libre, a sus casas. Entregó a los pacientes derecho a voz y voto para diseñar soluciones y decidir en asambleas diversas cuestiones sobre el manejo y administración del hospital.
Pronto radicalizó su postura: ya no se trataba simplemente de mejorar las condiciones, sino directamente de promover la clausura definitiva de todo tipo de institución asilar, para que los pacientes recuperaran soberanía sobre sus vidas y libertad de acción. A cambio de los manicomios, lo que había que ofrecer, según planteaba Basaglia, era una red de servicios de ayuda. Organizó actividades terapéuticas en espacios comunitarios abiertos y «demostró la inutilidad, tanto del asilo clásico como del encarnizamiento farmacológico en el tratamiento de la locura».
En Gorizia hasta 1968, en Parma en los dos años siguientes y en Trieste hasta el año anterior a su muerte, de manera militante y tenaz, Basaglia dedicó su vida a lograr que los «locos» fuesen tratados como personas plenamente legítimas y recibieran atención de manera ambulatoria o en hospitales generales, aboliendo la internación obligatoria en los manicomios e instaurando en su lugar redes de apoyo con ayuda profesional y comunitaria.

Don Quijote montado sobre Marco Cavallo. Estatua en la Casa Basaglia en Sinigo. Merano, Bolzano, Italia.

Trieste se convirtió en 1973 en una zona de experimentación de este modelo y pronto fue un centro de interés para psiquiatras, médicos de otras especialidades, psicólogos y profesionales de las ciencias sociales que concurrían desde distintos países a ver lo que ocurría en este centro piloto. Basaglia fundó en ese mismo año el movimiento Psiquiatría Democrática, dedicado no solo a la producción intelectual y teórica, o al desarrollo de modelos de salud pública, sino directamente a la conquista política del objetivo de cerrar las instituciones psiquiátricas. En 1977 el movimiento liderado por Basaglia se apuntó un triunfo logrando el cierre del hospital San Giovanni de Trieste y el 13 de mayo de 1978, el parlamento italiano aprobó la ley 180 que reformaba radicalmente la gestión de la psiquiatría y prohibía el encierro de pacientes psiquiátricos en contra de su voluntad.
Entre las múltiples actividades que se desarrollaron en el San Giovanni destaca el «laboratorio artístico» en el que participaban los internos, la gente de la comunidad, del vecindario, estudiantes y personal del hospital bajo la dirección del artista plástico Vittorio Basaglia (primo de Franco Basaglia que había acudido a colaborar con él). En este laboratorio se construyó un caballo en papel maché de dimensiones gigantescas, cuyo vientre estaba relleno con los deseos los pacientes. Lo llamaron «Marco Cavallo» y con él irrumpieron, derribando los muros del portal de San Giovanni en una marcha por la ciudad, donde Franco Basaglia en conjunto con los pacientes del manicomio que dirigía exigían su clausura definitiva. Los habitantes de cierta edad aún recuerdan en Trieste la marcha de Marco Cavallo y en Italia se transformó en un símbolo del movimiento que ha perdurado por más de cuarenta años.
Basaglia estaba convencido de que los manicomios eran instituciones que no se podían reformar, que era necesario destruirlos completamente, devolver la libertad a los pacientes y diseñar un sistema de ayudas completamente nuevo. Así lo expone en un artículo que surgió como su respuesta a un cuestionario enviado por el psiquiatra suizo Christian Müller a los psiquiatras más influyentes de Europa y que Basaglia publicó después bajo el título de La utopía de la realidad. La idea de Müller era que los psiquiatras describieran con sus respuestas un servicio psiquiátrico ideal para una población abstracta de 100.000 habitantes y publicar los resultados en la revista suiza de psiquiatría social. Basaglia declinó contestar el cuestionario, considerando además que era un absurdo diseñar programas para una población «abstracta», con independencia del conocimiento concreto de sus necesidades. En cambio, se extendió sobre las razones por las que pensaba que había que terminar con la institución psiquiátrica de raíz:

Si esta relación de dominación está en la base de la relación entre hombre y hombre, ¿cómo suponer que la relación terapéutica entre médico y paciente está exenta del componente de clase implícito en toda relación social? ¿Y cómo hablar de profilaxis psiquiátrica si uno de los lugares más nocivos para la salud del ciudadano es la institución médica (hospitales,ambulatorios, dispensarios, centros de higiene mental) donde rige, en todos los niveles, la relación de dominio y de abuso implícita en lo estructura de nuestra sociedad? Desde el momento en que las instituciones creadas y programadas por la prevención (primaria, secundaria, terciaria) son el las mismas reproductoras de enfermedad, la prevención no sirve más que para confirmar la función de las instituciones como instrumentos de control a través de la enfermedad que, por lo tanto, será alimentada en vez de curada
Basaglia, F., 1972

Aunque desde diversos sectores de la psiquiatría institucional y académica se lo criticaba por la supuesta "utopía" o impracticabilidad de sus planteamientos, lo cierto es que esa crítica se debilitaba sola, puesto que el aporte de Basaglia estaba muy lejos de ser puramente teórico. Su crítica a la psiquiatría era más radical y consistía en una lucha tenaz por la puesta en práctica sus propuestas de desinstitucionalización y democratización de la atención psiquiátrica.

A lo mejor, por esta absurda obstinación, he sido etiquetado por los colegas franceses de «politiquiatra» y como «inmaduro afectivo». Sin embargo mi «politiquiatría» o mi inmadurez afectiva no me impiden actuar, aunque sí con enormes dificultades, en el plano práctico. Estoy dirigiendo una institución hospitalaria que sirve a un área de 300.000 habitantes. No me retiro al mundo de las ideas o de las abstracciones, sino que trato en lo posible —entre realidad e ideología— de individualizar las necesidades de la población que debería asistir. La lucha y las dificultades que encuentro en esta acción son la única confirmación de la validez de lo que vengo sosteniendo: las fuerzas más retrógradas y moderadas nos impiden prácticamente actuar y no pueden comprender cómo y por qué tantos jóvenes, provenientes de diversos países europeos, vienen a trabajar a Trieste, con el intento de transformar la realidad institucional y su función dentro del sistema social. La defensa habitual es sostener que quizás en Italia las cosas están peor que en otras partes. Pero he visto manicomios suizos, franceses, alemanes e ingleses y todos tienen la misma cara porque cumplen todos la misma función social.
 Le agradezco por haberme dado la oportunidad de aclarar algunos puntos de lo que sostengo y que ha sido muchas veces mal entendido. Considere cuanto he precisado aquí, un poco concisamente, como mi respuesta a su formulario, teniendo en cuenta al mismo tiempo el programa para el área de Trieste donde estoy tratando de actuar, con la conciencia constante de los límites sociales y políticos que cada acción técnica inserta en un país occidental europeo o americano, implica.
Basaglia, ibídem.

En noviembre de 1979 dejó la dirección en Trieste y se dirigió a Roma para asumir el cargo de coordinador regional de los servicios psiquiátricos en Lacio. 
Basaglia falleció en su casa, en su ciudad natal, siendo aún relativamente joven. A los 56 años se vio afectado por un tumor cerebral de rápido desarrollo, que en solo dos meses lo condujo a la muerte. Sus restos reposan en Venecia, en el cementerio de San Michele.

## La ley 180 de 1978
Basaglia imprimió a su lucha por la libertad de los pacientes psiquiátricos un carácter de lucha política, con objetivos libertarios concretos que puso a la orden del día del movimiento social. Buscaba cambios legales precisos e insertó las reivindicaciones de la salud mental en la palestra de la lucha general de la izquierda italiana. La ley 180, que hasta hoy se conoce como «ley Basaglia», se aprobó en mayo de 1978, de modo que fue discutida en medio del clima político extraordinariamente tenso que se había desencadenado en Italia tras el secuestro de Aldo Moro, acaecido el 16 de marzo de ese mismo año, y el posterior hallazgo, 55 días más tarde, de su cuerpo sin vida.
Esta ley constituye mundialmente el primer texto legal que establece derechos para las personas con trastornos mentales. Después de tres décadas y a pesar de suscitar repetidas controversias, la ley Basaglia continúa vigente en Italia. Los cambios que la ley introdujo, no solo iniciaron un proceso de deshospitalización de los trastornos mentales, sino que han tenido una notable permanencia en cuanto a sus resultados: Entre los países desarrollados, Italia sigue siendo el país con menor número de camas hospitalarias por habitante destinadas a cuadros psiquiátricos y con la mayor cantidad de centros de intervención social, con apoyo estatal en su financiamiento y participación de los propios beneficiarios en su gestión.
La Ley Basaglia estipula el cierre paulatino, pero sostenido, de los hospitales psiquiátricos y prohíbe la construcción de nuevos establecimientos de este tipo. En los primeros veinte años se logró eliminar 90 000 camas psiquiátricas que existían al momento de su promulgación. El texto legal prevé la apertura de pequeños departamentos para la hospitalización dentro de los hospitales generales, así como también la oferta de centros de acogida u otras estructuras protegidas para los casos en que las personas no estén en condiciones de vivir solas. Por otra parte, mientras el servicio público mantiene el deber de garantizar los cuidados en el área de salud mental a las personas que los necesiten, los pacientes tienen el derecho a rechazarlos, puesto que la ley establece que todo tratamiento debe ser terapéutico y voluntario (existen muy pocas excepciones que están estrictamente delimitadas).

## Obra
Aunque la cantidad de libros y artículos de su autoría es apreciable, la principal obra de Basaglia no es la producción intelectual de textos, sino la práctica política a través del movimiento que llamó «Psiquiatría Democrática» (Phichiatria Democratica). Su obra consistió en convertir en centros de apoyo los sitios que hasta entonces habían sido lugares de encierro, de tratamientos inhumanos y medicación forzosa promoviendo  "el desmantelamiento de la infraestructura médica de los manicomios para convertirlos en centro de acogida, de encuentro y creación cultural».  Su propuesta fue esencialmente permitir la autodeterminación a los internos, reintegrarlos a una vida digna, sin cautiverio y su consigna básica: «la libertad es lo que sana».
En su época universitaria en Padua, tan pronto como se graduó y mientras ejerció allí como profesor asistente, comenzó a publicar una gran cantidad de artículos sobre los más diversos temas de la clínica psiquiátrica. El mayor número de publicaciones académicas está orientado a la descripción de entidades clínicas en psicopatología. Pero su interés en este primer período se orienta marcadamente a conciliar sus ideas filosóficas con la psicopatología. Minkowski, con su idea de permitir cierta permeabilidad que permita el flujo del conocimiento científico hacia la interpelación filosófica en psicopatología, resulta para Basaglia un interesante modelo. Así, aunque compartió muchas de las tesis antipsiquiátricas de Laing, Basaglia proponía desde un comienzo algo distinto: explorar la posibilidad de ir más allá del esquematismo que caracterizaba a la psiquiatría organicista, pero sin necesidad partir de una negación absoluta de la contribución que la psicopatología podía hacer. La idea que impregnó todos estos artículos escritos en Padua fue la de encontrar un puente entre la antropofenomenología y la psicopatología.
De manera paralela a su ejercicio práctico como director de hospital en Gorizia prosiguió con su producción científica e intelectual. Participaba activamente en las conferencias y congresos nacionales e internacionales de psiquiatría, de psicoterapia y de neurología. En 1962 viajó a Alemania para participar en el Congreso Internacional de Psicoterapia realizado en Wiesbaden y en 1964 viajó en dos oportunidades a Londres, para asistir al VII Congreso de Psicoterapia en Londres y luego al Primer Congreso Internacional de Psiquiatría Social. En este último encuentro presentó una ponencia crucial titulada La destrucción del hospital psiquiátrico como un lugar de institucionalización, que es un escrito programático.
Además, desde 1965 escribió como editor corresponsal para la revista existencialista de Nueva York, Journal of Existencialism. En 1967 editó y compiló el volumen ¿Qué es la psiquiatría? (reimpreso en 1973 como libro). En 1968 aparece la obra La institución negada, obra clave, porque le permitió poner la experiencia de Gorizia en la discusión política y en el foco de la crítica internacional. Este libro alcanzó una difusión apreciable (hasta 1972 la venta había alcanzado los 60.000 ejemplares) y las propuestas de Basaglia ya eran levantadas por la mayoría de los grupos y partidos de la izquierda italiana.

### Libros y publicaciones
- Basaglia, Franco L'istituzione negata, Milano, Baldini Castoldi Dalai, 1968; 
  - Ediciones en castellano: La institución en la picota, Buenos Aires, Encuadre, 1974; La institución negada, Barral, Barcelona, 1972; La institución negada y otros escritos [incluye La condena de ser loco y pobre], Editorial Irrecuperables, 2019.
- Che cos'è la psichiatria? Parma, Amministrazione provinciale di Parma, 1967. ¿Qué es la psiquiatría?[15]
  - Basaglia, Franco (editor), Che cos'è la psichiatria?, Collana: Piccola biblioteca Einaudi, Torino, Einaudi, 1973. ISBN EAN 9788806365905.
  - Basaglia, Franco (editor), Che cos'è la psichiatria, Collana I Nani, Milano, Baldini Castoldi Dalai, 1997. ISBN 88-8089-324-6.
- Basaglia, Franco & Ongaro, Franca, Morire di classe, La condizione manicomiale fotografata da Carla Cerati e Gianni Berengo Gardin (libro fotográfico), Torino, Einaudi, 1969. ISBN 88-06-03681-5. ISBN 978-88-06-03681-2
- Basaglia, Franco & Ongaro, Franca, La maggioranza deviante, Torino, Einaudi, 1971.
- Basaglia, Franco, Crimini di pace, Foucault, Goffman, Laing, Chomsky, Torino, Einaudi, 1971.
- Basaglia, Franco, A psiquiatria alternativa: contra o pessimismo da razão, o otimismo da prática: conferências no Brasil, San Paolo del Brasile, Brasil Debates, (en portugués) 1979.
  - La Condena de ser loco y pobre. Alternativas al manicomio, Fichas para el Siglo XXI, Editorial Topía, Buenos Aires, 2008, ISBN 978-987-1185-26-9
- Basaglia, Franco, Scritti I, 1953-1968. Dalla psichiatria fenomenologica all'esperienza di Gorizia, Torino, Einaudi, 1981.
- Basaglia, Franco, Scritti II, 1968-1980. Dall'apertura del manicomio alla nuova legge sull'assistenza psichiatrica, Collana: Paperbacks, Torino, Einaudi, 1982. ISBN 88-06-52670-7.
- Obiols, J., & Basaglia, F., 1973. Psiquiatría y antipsiquiatría. Barcelona: Salvat Editores.
- Basaglia, Franco, Mujer, locura y sociedad. Colección de conferencias pronunciadas en la Universidad de Puebla y en Ciudad de México, México 1983

## Películas
- La seconda ombra Director: Silvano Agosti, 2000, Istituto Luce.
- C'era una volta la città dei matti... (Había una vez una ciudad de locos)

- X-Day I grandi della Scienzia del Novecento: Franco Basaglia, Director: Enrico Agapito; Productores: Agapito, E., L. Bonolis, Greco, P., Pistonesi, R., Giannichedda, M.G., 2002.

## Centenario
El 11 de marzo de 2024, Italia celebró el centenario del natalicio de uno de los psiquiatras más reconocidos del siglo XX por sus transformaciones revolucionarias en el campo de la salud mental. Con este motivo, el servicio de correos de Italia emitió un sello conmemorativo, se desarrollaron charlas en Trieste dirigidas a la comunidad científica y la televisión pública transmitió un amplio reportaje sobre la obra de Basaglia. Además, la Biblioteca Médica Estatal de Roma, con el auspicio del Ministerio de Cultura organizó una muestra bibliográfica bajo el lema «La libertà  è terapeutica» — La vita e l'opera di Franco Basaglia [«La Libertad es terapéutica» —Vida y obra de Franco Basaglia] abierta al público en la sala de lectura entre el 11 marzo y el 13 de mayo. El reconocimiento de la obra de Basaglia ha sido transversal, recibiendo honores incluso de políticos de la derecha más conservadora, como el presidente del Consejo Regional del Véneto, Roberto Ciambetti.